# Jöns Åkesson
Jöns Åkesson (i riksdagen kallad Åkesson i Stångby), född 20 februari 1852 i Stångby, död där 9 september 1918, var en svensk lantbrukare och politiker (liberal). 
Jöns Åkesson, som var son till en arrendator, var lantbrukare i Stångby norr om Lund. Han var riksdagsledamot i andra kammaren för Torna härads valkrets 1906–1908 och fram till 1907 Liberala samlingspartiet, men betecknade sig vid riksdagen 1908 som högervilde. I riksdagen var han bland annat suppleant i tillfälliga utskottet 1906–1908. Han engagerade sig bland annat i frågor om egnahemsbyggande.

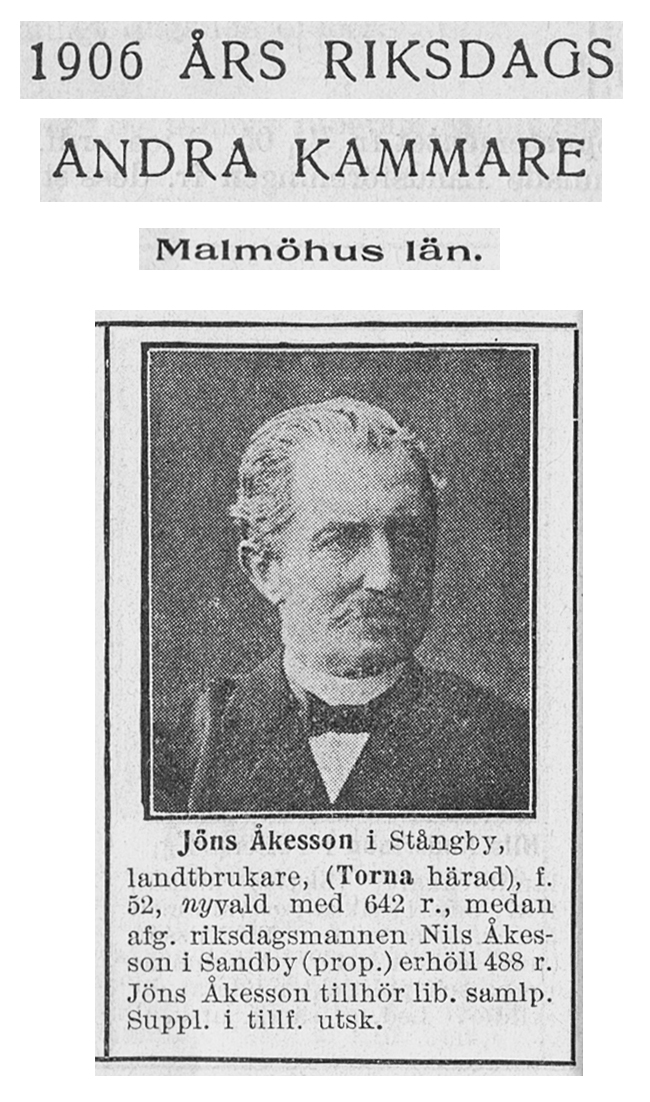
Porträttbok: Riksdagsmän 1906

## Trivia
- I riksdagen kallad Åkesson i Stångby